# Тантекс-Скай-Тауэр
Тантекс Скай Тауэр или 85 Скайтауэр (кит. 高雄85大樓, англ. Tuntex Sky Tower) — 85-этажный небоскрёб, расположенный в городе Гаосюн, Тайвань. Высота здания составляет 347,5 метров, а вместе с антенной — 378 метров. Являлось высочайшим сооружением на Тайване до введения в строй башни Тайбэй 101 в 2003 году; по состоянию на 2015 год небоскрёб является 31-м по высоте в Азии и 41-м по высоте в мире.
Небоскрёб имеет нестандартный дизайн в виде зубца: два отдельных 39-этажных корпуса соединяются вместе и держат возвышающуюся вверх центральную башню, под которой остаётся некоторое пустое пространство. Таким образом здание копирует очертания китайского иероглифа 高 "гао" ("высокий"), присутствующего в имени города.
Здание принадлежит фирме Tuntex Group. В основном состоит из офисов, но также имеются жилые площади, торговый центр, гостиница Splendor Kaohsiung (37-70 этажи). Смотровая площадка расположилась на 75-м этаже небоскрёба, в здании работают скоростные лифты, которые за секунду преодолевают 10,17 метра. С башни открывается вид на город, местную реку и причал.